# Знак бутыли
Знак буты́ли — условное название символического изображения, связанного с культом карфагенской богини Танит, и применявшегося наряду с более распространённым знаком Танит. Встречается на археологических памятниках. Общепризнанной интерпретации значения этого символа не существует.

## Танит и её символы

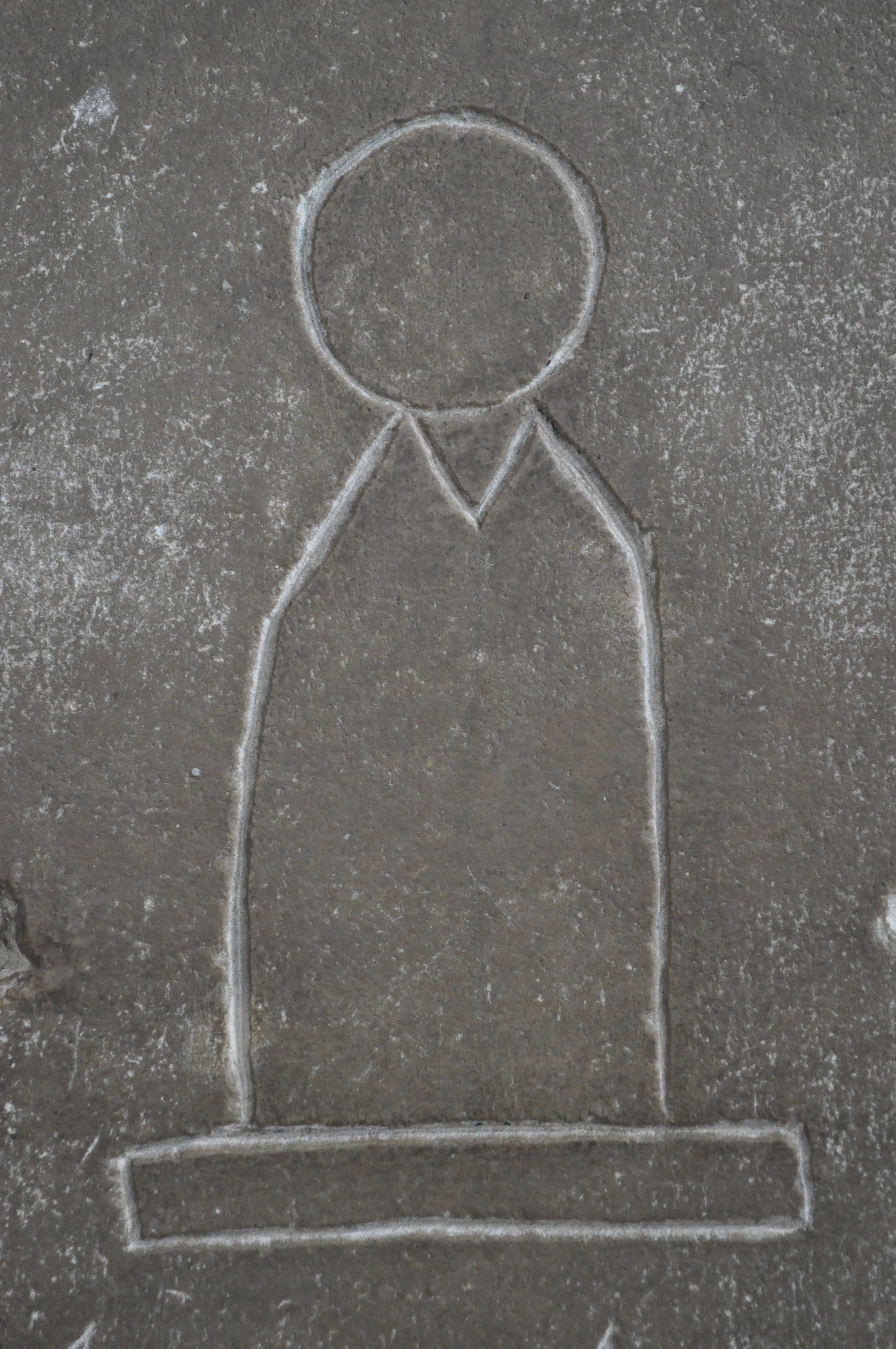
Один из вариантов знака на стеле. Национальный музей Бардо

Танит — популярнейшее и в то же время загадочное божество Карфагена. Даже её эпитет в пунических надписях «Пене Баал» не имеет однозначного толкования («лик Баала» или «украшение Баала»). Из этого эпитета понятно, что она была связана с Баалом, хотя и не обязательно с Баал-Хаммоном. Танит почиталась как лунная и небесная богиня, а также божество плодородия. В первой ипостаси её символом был полумесяц, как правило, повёрнутый рогами вниз, или (реже) лунный диск, во второй — голубь, в третьей — пальма и гранат.
Танит выступала и как владычица и покровительница Карфагенской державы. В надписях её всегда именуют rbt («госпожа»). Именно в качестве «госпожи» Карфагена она появляется на карфагенских монетах. Хотя ранние пунические монеты, чеканившиеся на Сицилии, копировали деньги соседних древнегреческих полисов, женский профиль на них, несомненно, символизировал не эллинских богинь, а Танит. Культ Танит был широко распространён, о чём свидетельствуют многочисленные посвящения ей и Баал-Хаммону. В греческом переводе договора Ганнибала с Филиппом V Македонским, который приводит Полибий, она именуется просто «божеством карфагенян».
Ю. Б. Циркин выдвигает гипотезу, согласно которой в первой половине I тысячелетия до н. э. Танит была одним из второстепенных финикийских божеств, однако по мере складывания Карфагенской державы постепенно выдвинулась на первый план. Так, в Мотии, разрушенной греками в самом начале IV века до н. э., пока не найдено никаких свидетельств почитания Танит, в то время как в наследовавшем Мотии Лилибее обнаружены стелы с посвящениями ей.
Знак бутыли обнаружен как на территории владений Карфагена, так и в Финикии и прилегающих регионах. По мнению Ю. Б. Циркина, этот символ мог появиться ещё на алтаре того типа, который предшествовал появлению стел, связанных с началом культа Танит.

## Описание и значение
Знак бутыли представляет собой нечто вроде сосуда с цилиндрическим и яйцеобразным туловом и коротким цилиндрическим горлом или полусферическим колпачком. Форма знака не оставалась неизменной: около 300 года до н. э. он приобретает ярко выраженный геометрический вид. В III веке до н. э. этот символ становится более редким, а во второй четверти II века до н. э., ещё до падения Карфагена, исчезает совсем.
Как отмечает К. Пикар, иногда, особенно в III веке до н. э., на месте колпачка появляется изображение человеческой головы, а на тулове — фаллоса или женских грудей. Иногда знак бесспорно представляет собой изображение священного сосуда. Французская исследовательница приходит к выводу, что знак олицетворяет одновременно ребёнка, принесённого в жертву и обретшего бессмертие, и погребальный сосуд, в котором хранился и был захоронен пепел жертвы.